# Meristocera aurea
Meristocera aurea är en tvåvingeart som beskrevs av Lindner 1964. Meristocera aurea ingår i släktet Meristocera och familjen vapenflugor. Inga underarter finns listade i Catalogue of Life.